# 루키 블루
《루키 블루》(영어: Rookie Blue)는 2010년 6월 24일부터 2015년 7월 29일까지 글로벌 텔레비전 네트워크에서 방영된 캐나다의 경찰 드라마 텔레비전 시리즈이다.

## 개요
경찰 학교를 막 졸업한 토론토 신참 경찰 다섯 명은 업무를 수행하면서 훈련을 받을 때는 예상하지 못했던 각종 어려움에 직면한다.

## 출연
주연
- 미시 페러그림 - 앤드리아 "앤디" 맥낼리 역
- 트래비스 밀른 - 크리스천 "크리스" 디애즈 역
- 샬럿 설리번 - 게일 펙 역
- 프리실라 파이아 - 클로이 프라이스 역
- 피터 무니 - 닉 콜린스 역
- 에누카 오쿠마 - 트레이시 내시 역
- 그레고리 스미스 - 도브 엡스틴 역
- 벤 배스 - 샘 스와렉 역
- 애덤 맥도널드 - 스티븐 "스티브" 펙 역
- 에릭 존슨 - 루커스 "루크" 캘러핸 역
- 리릭 벤트 - 프랭크 베스트 역
- 맷 고든 - 올리버 쇼 역